# McAllen
McAllen est une ville américaine située dans le comté de Hidalgo, dans l'État du Texas. Sa population s'élève à 129 877 habitants lors du recensement des États-Unis de 2010 et est estimée à 143 433 habitants en 2018.

## Personnalités liées à McAllen
- Le pianiste Brooks Smith est né en 1912 à McAllen. Il y est inhumé.